# باسيل هوكينز
باسيل هوكينز هو أحد شخصيات انمي ومانغا ون بيس، ويعرف باسم الساحر، وهو كابتن قراصنة هوكينز من الازرق الشمالي، وهو واحد من الأحد عشر السوبرنوفا الذين أصبحوا يعرفون باسم أسوء جيل، وقد كانت مكافأته السابقة 249.000.000 بيلي وبعد عامين ارتفعت لتصبح 320.000.000 بيلي.

## البطاقة الشخصية
الاسم باليابانية: バ ジ ル · ホ ー キ ン ス
الاسم بالإنجليزية: Basil Hawkins
الاسم بالعربية: باسيل هوكينز
أول ظهور في المانغا: الفصل 498
أول ظهور في الانمي: الحلقة 392
الانتمائات: قراصنة هوكينز
المهنة: قرصان، كابتن
الطول: 210 سم
العمر: 31 سنة (حاليا), 29 سنة (قبل عامين)
يوم الميلاد: 9 سبتمبر
المكافأة: 320.000.000 بيلي

## مظهره
هو رجل طويل القامة وتوجد على جبهته رموز سوداء مثلثية الشكل، وشعره طويل يصل اسفل كتفيه ولونه اصفر، ويوجد على رقبته من الاسفل وشم على شكل صليب، وهو يرتدي معطف ابيض طويل وهو عاري الصدر ولا يرتدي قميص اسفل المعطف، ويرتدي بنطال لونه ارجواني مدسوس في حذائه، وأيضا هو يلف وشاح لونه اسود مع خط وردي يلفه حول خصره، مع عقد من المجوهرات يتدلى من وشاحه، ويرتدي قفازات لونها اسود قاتم تشبه التي كان يرتديها بلونو عضو منظمة السي بي 9 , وهو يضع على خصره سيفا لم يظهر شكله، وعندما كان طفلا كان شعره أقصر قليلا، وبعد عامين أصبح يرتدي معطف لونه ازرق غامق مع بنطال من القماش القطني لونه اسود واخضر.

## شخصيته
هوكينز هو شخص نبيل، ودائما يتنبأ بمصير من يراه، وأيضا يعرف متى سيموت الشخص أو إذا كان سيموت اليوم ام لا، وعندما اقترب منه الادميرال كيزارو كان هادئا جدا وكان فقط ينظر إلى اوراقه ويتنبأ عن نتيجة القتال، وقد تنبأ بأنه لن يموت اليوم، وبقي هادئ في القتال تماما، وقد عبر عن صدمته بهدوء شديد عندما تحول آوروج إلى ضخم وقاتل الباسيفيشتا، وهو هادئ بجميع الاوقات، حتى بعد أن حاول رورونوا زورو قتل التنين السماوي لم يغضب هوكينز وبعد أن سمع بخبر إعدام بورتغاس دي إيس بقي هادئا حيث أن الجميع صدم بالخبر، ويبدو انه ضد فكرة العنف الذي يعتبره بلا فائدة، كما رأينا عندما اوقف رفيقه من قتل النادل الذي سكب عليه مشروب بالخطئ، وأيضا هوكينز قاسي في القتال، وقد تبين ذلك عندما قتل جميع افراد قراصنة اللحية البنية وجعله بلا ساقين قريب من الموت، وأيضا هو يجعل الآخرين يتلقون الهجمات بدلا منه بفضل قدرة فاكهة الشيطان، وأيضا هوكينز شخص جاد دائما حيث أنه قال للحية البنية بأنه لا يحب المزاح.

## علاقاته

### طاقمه
تبين ان طاقم هوكينز مخلصين جدا له وهم يتبعون جميع اوامره، وأيضا قد كانوا مستعدين لمواجهة الاإدميرال كيزارو كي يمهلوا قائدهم بعض الوقت للهرب، لكن في النهاية تواجه كيزارو مع هوكينز.

### حلفائه
كون هوكينز تحالف مع كل من القرصان يوستاس كيد وسكراتشمين آبو اللذان كانا في العالم الجديد، ولم يعرف أي شيء عن العلاقة بينهم، ولكن يبدو انهم كانوا متعاونين لإسقاط اليونيكو شانكس، وأيضا قد كانوا يتناولون الطعام معا.

### آوروج
اخبر هوكينز آوروج بأنه يرى ظل الموت فتح له، وقد رد اوروج عليه فقال إذا كان شيشيبوكاي أو إدميرال فهو ميت بكلتى الحالتين، لذلك اعتبرها اوروج مجرد مزحه من منافس.

### مونكي دي لوفي
هوكينز لم يلتقي بلوفي ابدا، لكن في حرب المارينفورد تكهن هوكينز إذا كان لوفي سيموت أو لا، فقال بأن نسبة موت لوفي لم تصل إلى الصفر.

## قوته وقدراته
هوكينز هو م القراصنة الذين تمكنوا من دخول العالم الجديد النصف الثاني من الجراند لاين، وقد كانت مكافأته السابقة 249.000.000 بيلي حيث كان ثالث اعلى مكافأة قي السوبرنوفا سابقا قبل عامين، وقد كان قويا ليجعل اللحية البنية يصبح كحشرة امامه.

### التكهن
هذا مصير ملابسك، انا اسف لأنه اخافك، اليوم يوم سيئ الحظ للقتل

باسيل هوكينز
هوكينز هو دائما ما يتكهن ويتنبأ، فهو يستخدم بطاقات خاصة ليعرف مصير الشخص، واورقاه تعطي نسبة مئوية للنجاة فقد عرف بأنه لن يموت على يد كيزارو، وأيضا عرف بأن لوفي سيبقى على قيد الحياة بجراحه خلال الحرب، وأيضا يبدو بأنه كان يعرف مصير اللحية البنية وقد قتل جميع طاقمه.

### فاكهة الشيطان
لم يظهر اسم فاكهة الشيطان (فاكهة المحيط) الخاصة بهوكينز في المانغا أو الانمي، ولكن يبدو انها قادرة على جعل شخص آخر يتلقى الضربة بدلى منه وذلك باستخدام دمى الفودو من القش، كما فعل عندما أطلق كيزارو عليه شعاع ليزر لكن انتقل الشعاع لمكان آخر واصاب شخص آخر، وأيضا يمكنه التحول إلى فزاعة كبيرة الحجم ذات اضافر طويلة حادة جدا، أيضا قال هوكينز بأنه ليس من الحكمة قتال كيزارو باستخدام عشرة دمى من الفودو (عشر رجال) وهذا يعني بانه قادر على زيادة العدد، ولكن إذا تعرض لهجمات سريعة جدا وقوية فهو يعود لوضعه الطبيعي، كما تبين عندما قام كيزارو بإطلاق أشعة ليزر قوية جدا حرقت جميع دمى الفودو، ولكن الضرر ينتقل فقد في الاصبابات البدنية فقد تبين ذلك عندما اثر ضوء كيزارو على اعين هوكينز، وقد تحول إلى فزاعة كبيرة عملاقة تشبه دمى الفودو ضد كيزارو، ووفقا لكيزارو فأن هذه الفاكهة ليست من فواكه اللوجيا لذلك قد تكون براميسيا أو ربما زون.

## أحداث ارخبيل شابوندي
ظهر هوكينز أول مرة في مطعم حيث كان متواجدا فيه اثنان السوبرنوفا الآخرين هما، جولري بوني وكابوني بيجي، وقد سكب نادل بعض الطعام على زميل هوكينز وكاد أن يقتله لكن اوقفه هوكينز، عندما سمع بأن لوفي ضرب أحد التنانين السماوية في شابوندي كان الجميع مستعدا للهروب وقد قرر هوكينز المغادرة لكنه قال بأنهم يجب أن يتريثوا فقد تن تقرير مصيرهم، وبعد أن حضر كيزارو كان هوكينز جالس وحوله طاقمه وقال بكل بساطة بأنه لن يموت اليوم، وقد سأله كيزارو إذا كان يعرف شخص اسمه «سينتمارو» فقال هوكينز بأنه لم يسمع به ومن ثم بدأ القتال فتحول هوكينز إلى فزاعة عملاقة لكن كانت الغلبة لكيزارو، فظهرت الباسيفيشتا سلاح الحكومة البشري ومن ثم انضم آوروج إلى القتال وبعدها إكس دريك، وقد قام كيزارو بركل اوروج بسهولة وجعله يطير، وقد تابع هوكينز القتال ضد كيزارو لكن الضوء اثر عليه وقد كاد كيزارو ان يقتله لولا تدخل «سكراتشمين آبو» الذي فجر جسد كيزارو كاملا، وبعد فترة قصيرة عاد جسد كيزارو بفضل قدرة اللوجيا وقام بهزيمة آبو، ومن ثم ركل إكس دريك وحطمه، وقد كان كيزارو على وشك إطلاق شعاع على هوكينز لكن قاطعه اتصال من سينتمارو.

## أحداث دريسروزا
بعد أن تمت هزيمة الشيشيبوكاي دون كيهوتي دوفلامنجو من قبل لوفي، ظهر كل من هوكينز مع كيد وآبو في مطعم ما وقد عرفوا بأن تحالف لاو ولوفي استهدفوا اليونيكو (أحد الاباطرة الأربعة) كايدو لإسقاطه، وقد كانوا مسرورين بأن تحالف لاو ولوفي اختار اليونيكو كايدو لهزيمته وليس نفس اليونيكو الذي اختاره تحالفهم إذا وهو اليونيكو «ذو الشعر الاحمر» شانكس

و بعد فترة أحدثت ضجة عارمة في قاعدة تحالف قراصنة كيد، هوكينز وآبو ومن ثم تبين بأن مصدر هذه الضجة هي حفرة كبيرة وخرج من هذه الحفرة اليونيكو كايدو الذي كان مباشرة امام هوكينز، كيد وآبو.

## معاركه
- هوكينز، آوروج، إكس دريك وسكراتشمين آبو ضد كيزارو والباسيفيشتا

النتيجة: فوز كيزارو والباسيفيشتا
- هوكينز ضد اللحية البنية وطاقمه (لم تظهر)

النتيجة: فوز هوكينز بسهولة